# Лајмон (Колорадо)
Лајмон (енгл. Limon) град је у америчкој савезној држави Колорадо.

## Демографија
По попису из 2010. године број становника је 1.880, што је 191 (-9,2%) становника мање него 2000. године.
| Група             | 2000.         | 2010.         |
| Белци             | 1.869 (90,2%) | 1.636 (87,0%) |
| Афроамериканци    | 6 (0,3%)      | 15 (0,8%)     |
| Азијати           | 9 (0,4%)      | 15 (0,8%)     |
| Хиспаноамериканци | 149 (7,2%)    | 176 (9,4%)    |
| Укупно            | 2.071         | 1.880         |